# Літтл-Йорк (Індіана)
Літтл-Йорк (англ. Little York) — місто (англ. town) в США, в окрузі Вашингтон штату Індіана. Населення — 189 осіб (2020).

## Географія
Літтл-Йорк розташований за координатами 38°41′58″ пн. ш. 85°54′16″ зх. д. / 38.69944° пн. ш. 85.90444° зх. д. (38.699306, -85.904558).  За даними Бюро перепису населення США в 2010 році місто мало площу 2,54 км², уся площа — суходіл.

## Демографія
Згідно з переписом 2010 року, у місті мешкали 192 особи в 79 домогосподарствах у складі 59 родин. Густота населення становила 76 осіб/км².  Було 84 помешкання (33/км²).
Расовий склад населення:
| - 97,9 % — білих |

До двох чи більше рас належало 2,1 %. Частка іспаномовних становила 1,6 % від усіх жителів.
За віковим діапазоном населення розподілялося таким чином: 21,9 % — особи молодші 18 років, 63,5 % — особи у віці 18—64 років, 14,6 % — особи у віці 65 років та старші. Медіана віку мешканця становила 42,3 року. На 100 осіб жіночої статі у місті припадало 104,3 чоловіків;  на 100 жінок у віці від 18 років та старших — 117,4 чоловіків також старших 18 років.
Середній дохід на одне домашнє господарство  становив 60 909 доларів США (медіана — 44 063), а середній дохід на одну сім'ю — 66 231 долар (медіана — 50 000). За межею бідності перебувало 20,1 % осіб, у тому числі 39,5 % дітей у віці до 18 років та 8,7 % осіб у віці 65 років та старших.
Цивільне працевлаштоване населення становило 75 осіб. Основні галузі зайнятості: виробництво — 36,0 %, освіта, охорона здоров'я та соціальна допомога — 16,0 %, мистецтво, розваги та відпочинок — 13,3 %, роздрібна торгівля — 10,7 %.